# Der große Bellheim
Der große Bellheim ist ein vierteiliger deutscher Fernsehfilm von Dieter Wedel aus dem Jahr 1992, der 1993 im ZDF ausgestrahlt wurde.

## Handlung

### Teil 1: Die Welt der Warenhäuser
Peter Bellheim, der ehemalige Leiter der Kaufhauskette Bellheim, feiert seinen 60. Geburtstag. Bereits mit 57 Jahren hat er die Geschäftsleitung an seinen Nachfolger Richard Maiers abgegeben, den Sohn seines verstorbenen Geschäftspartners David Maiers, und hat heute nur noch das größte Aktienpaket der Bellheim AG und den Vorsitz im Aufsichtsrat inne. Seinen Ruhestand verbringt er zusammen mit seiner Frau in Marbella. Während seiner Geburtstagsfeier berichtet ihm Richard Maiers, dass die Kette Bellheim in finanziellen Schwierigkeiten steckt und einzelne Filialen schließen muss, um wirtschaftlich überleben zu können. Im Stammhaus in Hannover zeigt sich die mangelhafte Arbeitseinstellung: Verkäufer wie Charly Wiesner bestehlen die Firma, es werden falsche Preise in die Kasse eingegeben und Beträge nicht richtig abgerechnet.
Bei der Hannoverschen Kreditbank, einem der Kreditgeber Bellheims, erhält die Bankangestellte der Wertpapierabteilung Gudrun Lange von dem in sie verliebten Klaus Berger, einem Angestellten der Kreditabteilung der Bank, den Tipp, Bellheim-Aktien zu kaufen. Nicht das Kaufhaus sei bedeutend, sondern der Immobilienbesitz der AG, da sich zahlreiche der maroden Filialen in zentraler Lage der wichtigsten Städte Deutschlands befänden. Die ehrgeizige Lange gibt diesen Tipp an Karl-Heinz Rottmann weiter, Vorstandschef der JOTA-Handelsgruppe. Rottmann war früher bei Bellheim angestellt, wurde jedoch wegen unsauberer Geschäfte entlassen. Er sieht seine Zeit der Rache gekommen und weist Lange an, unter der Hand Bellheim-Aktien zu kaufen.
Peter Bellheim setzt sich mit seinem Freund Erich Fink, einem früheren Wirtschaftsprüfer und Finanzberater und mit 67 Jahren Pensionär, zusammen. Gemeinsam planen sie, die Bellheim-Kaufhäuser durch Modernisierung und Umstrukturierung zu erhalten und damit Personal- und Filialabbau zu verhindern. Erste Korruptionsfälle werden aufgedeckt und der Finanzvorstand und Zentraleinkäufer daraufhin entlassen. Bellheims Nachfolger Maiers versucht nun, sein Restrukturierungskonzept durchzusetzen und Bellheim holt sich weitere Verstärkung: Herbert Sachs, früherer Vorstandsvorsitzender des Warenhausriesen Kaufstadt und verantwortlich für den gesamten Einkauf und nun bereits seit zwölf Jahren Pensionär.

### Teil 2: Das Bündnis der Viererbande

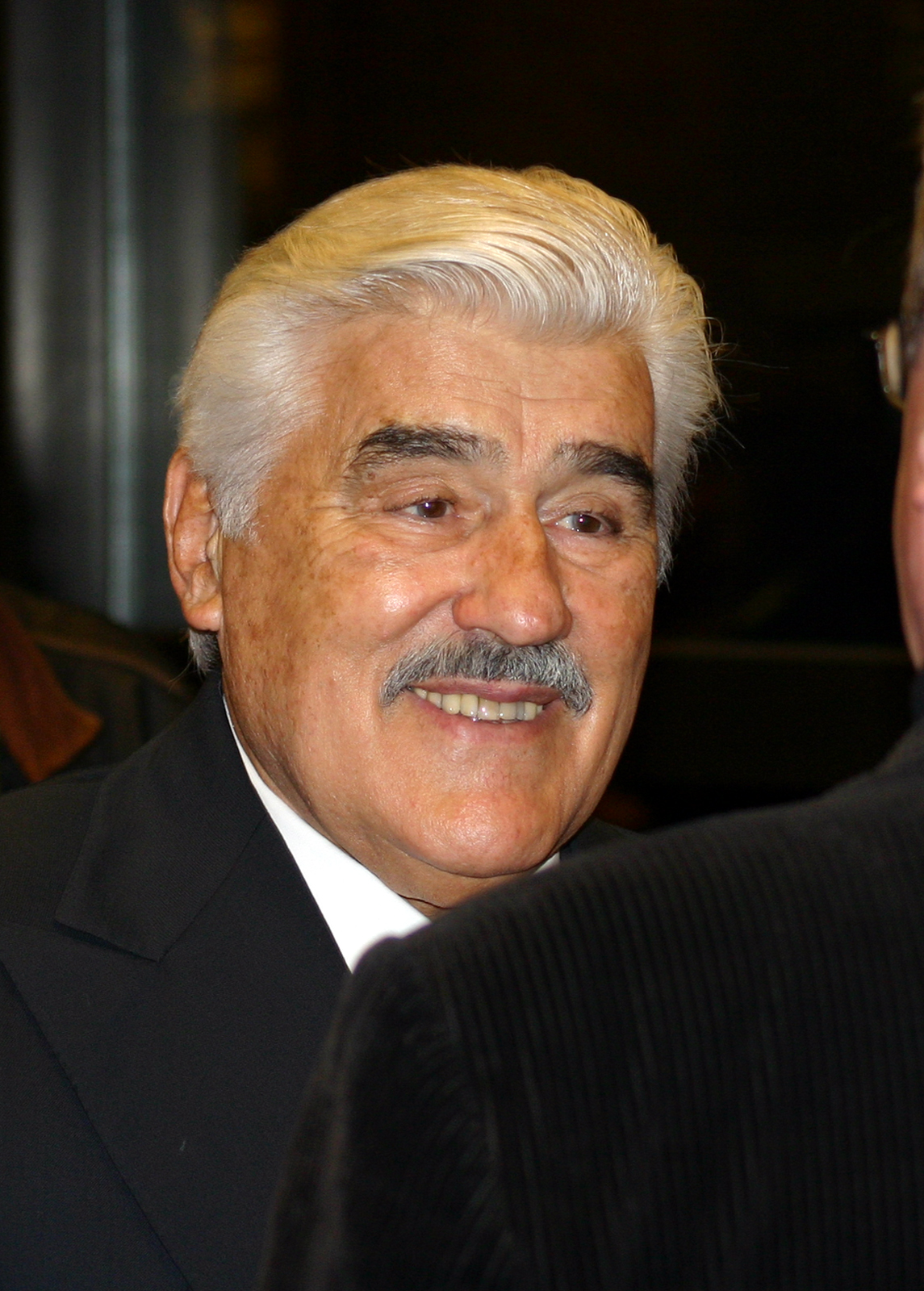
Mario Adorf spielte Peter Bellheim

Bellheim stellt den früheren Gewerkschaftsboss und ebenfalls seit längerer Zeit pensionierten Max Reuther als Personalchef ein, der immer seinen Rottweiler mit ins Haus von Bellheim bringt. Nach ersten Querelen mit Fink, der gegen Hundehaare allergisch ist, und Sachs, der Reuther vor vielen Jahren die Freundin ausgespannt hatte, formt sich die Viererbande und es entstehen Freundschaften.
Rottmann arbeitet unterdessen weiter an der Zerstörung des Bellheim-Konzerns. Mit Scheinverkäufen von Aktien und gezielten Tipps an die Presse treibt er den Bellheim-Aktienkurs in den Keller. Dabei hilft ihm Lange, inzwischen zur Leiterin der Wertpapierabteilung befördert, die sich mit der gestohlenen Codekarte ihres Kollegen Klaus Berger von der Hannoverschen Kreditbank heimlich und illegal Informationen zur Liquidität des Bellheim-Konzerns beschafft und an ihn weiterleitet. Gleichzeitig versucht sie, weitere Aktionäre der Bellheim AG zum Verkauf ihrer Aktienpakete zu bringen. Konsul Tötter muss sie dabei einen Auftraggeber nennen und gibt den als ALPAG KG aus – eine Tochtergesellschaft der Schweizer Zöllikon, die wiederum zu Rottmanns JOTA AG gehört. Die Viererbande weiß nun, wer es auf die Bellheim AG abgesehen hat. Peter Bellheim hat allerdings neben beruflichen inzwischen auch private Probleme: Die räumliche Entfernung zu seiner Ehefrau nutzt er für eine vorsichtige Affäre mit Dekorateurin Andrea Wegener.

### Teil 3: Die Verschwörung
Es steht eine außerordentliche Aufsichtsratssitzung an, in der die Weichen für die Zukunft der Bellheim AG gestellt werden sollen. Im Vorfeld versuchen sowohl Bellheims Viererbande als auch Richard Maiers möglichst viele Aufsichtsratsmitglieder auf ihre Seite zu ziehen. Maiers hofft, die Schließung von sieben Filialen durchzusetzen, während Bellheim Investitionen zur Sanierung des Unternehmens anstrebt. Er reist nach Hongkong, um seinen Geschäftspartner Chun Doo Heh, Leiter des Konzerns Doo-Kem-Industries, für eine Teilfinanzierung seiner Pläne zu gewinnen. Die Finanzierung der anderen zwei Drittel ist bereits abgesichert. Erst einige Tage später erhält er die erlösende Zusage.
Auf der Tagung des Einzelhandelsverbands in Hannover trifft die Viererbande auf Rottmann und stellt seine Bellheim-Aktienkäufe und damit Übernahmepläne vor der Presse bloß. Gleichzeitig verkündet Bellheim, dass die Finanzierung seiner geplanten Umbauten steht. Das Presseecho ist gewaltig und der Kurs der Bellheim-Aktien steigt kurz vor der Aufsichtsratssitzung stark an. Der Aufsichtsrat stimmt Bellheims Plänen der Sanierung zu. In Mailand, wo sich die vier zum Einkauf von Waren für Bellheim befinden, erreicht sie eine schlechte Nachricht: Die Hannoversche Kreditbank als einer der drei Finanzierer der Umgestaltung zieht ihre zugesagte Unterstützung zurück. Es bleibt Bellheim nichts anderes übrig, als der Bank sein eigenes Aktienpaket als Sicherheit zu geben, also riskant mit seinem eigenen Vermögen zu bürgen. Die von Bellheims Alleingang bei der Umgestaltung abgestoßene Gertrud Maiers, mit 12 % der Aktien eine der Großaktionäre der Bellheim AG, verkauft ihr Aktienpaket an Rottmann, der sie mit JOTA-Aktien bezahlt. Mit selbst eingefädelten hohen JOTA-Aktienkäufen durch Schweizer Banken treibt er den Preis für JOTA-Aktien künstlich in die Höhe. Gertrud Maiers erhält so nur eine geringe Zahl überbewerteter JOTA-Aktien, wodurch Rottmann zusätzlich an den Bellheim-Aktien verdient.
Verkäufer Charly plant unterdessen, unweit des Bellheim-Kaufhauses in Hannover eine eigene Boutique zu eröffnen.

### Teil 4: Die Abrechnung

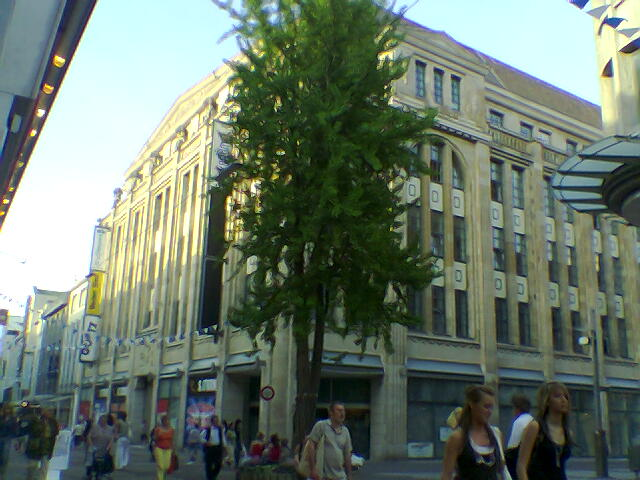
Kaufhaus Kortum in Bochum, im Film die Hauptfiliale des Bellheim-Konzerns in Hannover

Charly und Verkäuferin Mona, die er als Mitteilhaberin seiner Boutique gewinnen konnte, erleben die Schwierigkeiten der Existenzgründung. Bellheim erlebt die Schwierigkeiten, die eine Geliebte mit sich bringt: Andrea fühlt sich von ihm allein gelassen und seine Ehefrau Maria, die aus Marbella nach Hannover eingeflogen gekommen ist, erkennt, dass ihr Mann sie betrügt. Sie reist enttäuscht und verbittert ab.
In einem Restaurant erkennt Dr. Urban, der Chef der Hannoverschen Kreditbank und Bellheim-Freund, wie Lange und Berger flirtend zusammensitzen. Er wird misstrauisch und ordnet eine Revision in Langes Abteilung an. Lange reagiert panisch und tatsächlich werden Bankchef Urban Unregelmäßigkeiten berichtet. Bevor er diese selbst begutachten kann, verstirbt er jedoch. Berger, dem die Akten übergeben werden, zeigt Lange nicht an, weil er damit auch sich selbst opfern müsste. Richard Maiers reicht unterdessen die Kündigung ein – er will ins Immobiliengeschäft einsteigen, behält den Vorstandsposten der Bellheim AG jedoch noch bis zur anstehenden Hauptversammlung. Auf der Versammlung verkündet Rottmann, der inzwischen mehr als die Hälfte aller Bellheim-Aktien besitzt, dass Maiers als Vorstandsvorsitzender zurückgetreten sei und er, Rottmann, keinerlei Übernahme der angeschlagenen Bellheim AG plane. Vielmehr werde er alle in seinem Besitz befindlichen Anteile verkaufen.
Der Aktienkurs sinkt in den nächsten Stunden dramatisch. Der neue Chef der Hannoverschen Kreditbank Dr. Müller-Mendt, ein Bellheim-Gegner und Aufsichtsratsmitglied der JOTA AG, fordert von Bellheim die Rückzahlung der Bankkredite innerhalb von fünf Tagen. Andernfalls sei Rottmann an der Übernahme der Bellheim AG interessiert – allerdings zu einem geringen Preis. Bellheim lehnt das Übernahmeangebot ab. Fink, Sachs und Reuther brechen nachts in Finks frühere Firma, eine Wirtschaftsprüfer- und Finanzberatergesellschaft, ein und überprüfen die Kontobewegungen von Rottmanns JOTA AG. Dabei stoßen sie auf Rottmanns Scheingeschäft mit der Schweizer Bank, das den Aktienkurs der JOTA AG künstlich erhöht hatte. Da derartige Scheingeschäfte in Deutschland verboten sind, hat die Viererbande etwas gegen Rottmann in der Hand – bei einem Treff verlangen sie Rottmanns Bellheim-Aktienpaket zum Tagespreis. Am nächsten Tag soll Rottmann öffentlich ein Übernahmeangebot der Bellheim AG aussprechen, so den Aktienwert steigern und einige Tage später das Angebot zurückziehen. Die Viererbande kann so die preiswert von Rottmann gekauften Aktien später zu einem höheren Preis verkaufen und Rottmann den niedrigeren Aktienpreis innerhalb von zwei Wochen bezahlen. Da Rottmanns Machenschaften sonst aufgedeckt werden würden, willigt er in das halblegale Geschäft ein. Die Bellheim AG ist gerettet. Rottmann wird später von Gertrud Maiers verklagt, die gleichzeitig sein Falschspiel öffentlich macht. Bellheim verkauft sein Aktienpaket zu einem hohen Preis an Chun Doo Heh. Nachdem Rottmann als Vorsitzender der JOTA AG zurücktritt, übernimmt Chun Doo Heh auch die Aktienmehrheit der JOTA AG und vereinigt beide Konzerne zu einem Handelskonzern – das Ziel, das Rottmann vergeblich verfolgt hatte. Bellheim wird bei seinem Abschied von seinen Mitarbeitern, deren Arbeitsplätze nun gesichert sind, gebührend gefeiert. Bellheim versöhnt sich schließlich wieder mit seiner Ehefrau Maria und setzt sich mit ihr in Marbella zur Ruhe. Zusammen mit Fink, Sachs und Reuther baut er zudem die Feriensiedlung erfolgreich weiter, in welche er zuvor zunächst erfolglos investiert hatte.

## Produktion und Hintergrund
Gedreht wurde der Mehrteiler 1991 und 1992. Die Produktionskosten betrugen insgesamt 17 Millionen Mark. Bei dem Kaufhaus Bellheim in Hannover handelte es sich in Wirklichkeit um das Kaufhaus Kortum in Bochum, das so nicht mehr existiert. Weitere Drehorte waren das Kaufhaus Schwager in Holzminden und das Restaurant Milano in Hannover. Als Wohnhaus von Peter Bellheim diente die Villa Silva in der Nähe von Uslar, heute ein Tagungszentrum; als sein spanischer Wohnsitz eine Villa in der Calle Alce in Los Monteros, östlich von Marbella. Wohnsitz von Herbert Sachs ist im Film die Villa La Collina am Comer See, Sitz der JOTA das Bürohaus an der Alten Oper in Frankfurt.
Bei der modernen Villa von Karl-Heinz Rottmann in Frankfurt handelt es sich in Wirklichkeit um eine Villa im Klüsenerskamp in Dortmund-Brünninghausen.
Eine Unstimmigkeit zeigt sich bei Max Reuther, der seit seiner Pensionierung „bei seinem Sohn in Lüneburg“ lebt, so erzählt es jedenfalls Peter Bellheim beim Essen seinen Freunden. Als Bellheim ihn zuhause besucht, offenbart sich seine Heimat als Kleinstadt in hügeliger Landschaft, was nicht zu Lüneburg, eher zu Holzminden passt. Reuther ist Laienschauspieler in einer Theatergruppe. Bellheim und Reuther treffen erstmals auf der Burgruine Polle zusammen, wo Reuther gerade probt. Der anschließende Spaziergang fand in der Altstadt von Holzminden (u. a. Hintere Straße) statt.
Die Handlung des Films spielt kurz nach der politischen Wende, da im Film die „Miss Bellheim 1991“ gewählt wird. Erstmals gezeigt wurde der Mehrteiler am 1., 3., 4. und 6. Januar 1993 im ZDF. Im September 2004 kam Der große Bellheim auf DVD heraus.
Ursprünglich spielte Klaus Schwarzkopf die Rolle des Dr. Erich Fink. Nach dessen plötzlichem Tod im Juni 1991 übernahm Heinz Schubert die Rolle. Die noch mit Schwarzkopf gedrehten Szenen mussten neu gedreht werden. Die Produktion wurde posthum Klaus Schwarzkopf gewidmet. Regisseur Dieter Wedel ist in einem Cameo-Auftritt als Immobilienmakler zu sehen. Als damaliger Ministerpräsident Niedersachsens hatte der spätere Bundeskanzler Gerhard Schröder einen Gastauftritt.
Da einige für den ursprünglichen Gesamtzusammenhang wichtige Szenen dem Schnitt zum Opfer fielen, sind manche Handlungsstränge im Film teilweise unverständlich. So fällt beispielsweise auf, dass Bellheim in einer der letzten Szenen nach der Rettung des Unternehmens einen Blumenstrauß von Rottmanns Hongkong-Geschäftsführer erhält, der nun offenbar für Bellheim arbeitet. Hierbei wurde eine Szene weggeschnitten, in der Rottmanns Geschäftsführer in Hongkong, von Rottmanns skrupellosen Handlungen enttäuscht, Rottmanns Pläne an Bellheim und seine Viererbande weitergibt. Im bereits 1992 erschienenen Buch zum Film, das Dieter Wedel mit Verena C. Harksen weitgehend drehbuchgenau verfasste, lassen sich im Film entfallene Szenen nachvollziehen.
Vor der Ausstrahlung des Films bei Arte gab es in der Programmkonferenz eine Diskussion darüber, ob der Film gesendet werden solle. Hanne Landbeck, damals stellvertretende Programmgeschäftsführerin und Prokuristin der ARTE Deutschland TV GmbH, kritisierte 1992 als einziges weibliches Mitglied der Programmkonferenz die Tatsache, dass in dem Film "keine Frauenrolle mit auch nur irgendeiner Bedeutung besetzt war. Es ging ... hauptsächlich um große, oft auch körperlich voluminöse Männer... um ihre Kämpfe gegen- und miteinander – und um das große Geld. Frauen spielten entweder die Rolle der Geliebten wie Renan Demirkan, oder die der Intrigantin wie Leslie Malton."

## Rezeption
Der Fischer Film Almanach fand, Regisseur Dieter Wedel habe mit dem Großen Bellheim „eine europäische Prestige-Inszenierung vor[gelegt], die internationalen Maßstäben nicht nur standhält, sondern als niveauprägend gelten kann.“ Das Lexikon des internationalen Films schrieb, Der große Bellheim sei gediegen inszeniert und biete seinen vier „ergrauten“ Hauptdarstellern Gelegenheit, ihr schauspielerisches Können unter Beweis zu stellen. Der Film biete „grundsolide Unterhaltung“, auch wenn die zahlreichen Nebenhandlungen „die Handlung etwas zu sehr verästeln“. Gelobt wurde die Grundaussage des Films, dass „auch im Alter noch konkurrenzfähige Leistungen erbracht werden können.“ Der Spiegel lobte, dass der Film das Alter nicht vorführe: „Wie da vier Musketiere a. D. ohne Pferd und Degen, schwankend zwischen Selbstzweifel und Selbstironie, antreten zum Gefecht gegen das Böse draußen und die Resignation im Innern, das führt … Dieter Wedel … ebenso spannend wie anrührend vor.“
Barbara Sichtermann schrieb in der Wochenzeitung Die Zeit, dass vor allem der dritte und vierte Teil der Reihe „außer Sangesfreude (‚Capri-Fischer‘), tausend Zipperlein und Sorgenfalten nichts zu bieten hatte …“ Wirtschaftskomödien generell haben „ständig mit dem Problem zu kämpfen, die Schachzüge von Held und Gegenspieler für das Publikum quasi zu übersetzen und die Professionals bei der Arbeit so zu zeigen, dass alle folgen mögen. Beim Einbruch in eine Bank gelingt das spielend, bei der Gründung einer Bank (oder einer Kaufhausfiliale) ist der Zuschauer öfter mal ratlos.“ Auch der Film scheitere an dieser Klippe, so verliere er sich mit der Zeit in „Privatkram und Nebenhandlung. Auf dem Parkett von Bank und Börse überzeugten nur die Schurken. Das ist wie im Leben, und es unterhält nicht genug.“
Obwohl die Miniserie in der deutschen Presse generell gut aufgenommen wurde, regte sich auch Kritik an verschiedenen Szenen, die amerikanischen Vorbildern nachempfunden worden waren. So wurde Dieter Wedel vorgeworfen, er habe mehrere Szenen vom amerikanischen Film Wall Street übernommen. Die Figur des Karl-Heinz Rottmann, gespielt von Heinz Hoenig, zeige Ähnlichkeiten zur Figur des Gordon Gekko, gespielt von Michael Douglas. Dasselbe gelte für die Rolle Leslie Maltons als Gudrun Lange, die die Figur der Darien Taylor in Wall Street widerspiegele. Teilweise würden sich Zitate beider Filme ähneln.
Weitere Gemeinsamkeiten wurden in Filmen wie Tin Men aus dem Jahr 1987 – Szenen mit Mario Adorf und Renan Demirkan ähneln denen mit Richard Dreyfuss und Barbara Hershey – oder Citizen Kane von Orson Welles erkannt sowie in James Clavells Roman „Noble House“.
Bei seiner Erstausstrahlung 1993 im ZDF kam der Mehrteiler auf eine Einschaltquote von durchschnittlich 21,3 %;, dies entsprach ca. 11 Millionen Zuschauern.

## Auszeichnungen
- 1993: Bayerischer Fernsehpreis für Leslie Malton und Dieter Wedel
- 1993: Telestar für Mario Adorf und Leslie Malton
- 1994: Goldene Kamera
- 1994: Adolf-Grimme-Preis mit Gold für Dieter Wedel, Mario Adorf, Hans Korte, Heinz Schubert und Will Quadflieg